# Nederländska Antillernas herrlandslag i fotboll
Nederländska Antillernas herrlandslag i fotboll representerade Nederländska Antillerna i fotboll under perioden 1958–2010. Laget grundades den 6 april 1924 under namnet Curaçao, då man vann en vänskapsmatch borta mot Aruba med 4-0. Laget spelade under namnet Curaçao fram till ungefär 1958, fastän namnet ändrades från Nederländska Antillerna officiellt den 15 december 1954.
Provinsen Nederländska Antillerna löstes upp den 10 oktober 2010 och blev uppdelat i fyra autonoma länderna inom Kungariket Nederländerna. Två nya landslag bildades efter upplösningen: Curaçaos landslag och Sint Maartens landslag. Aruba var en del av Kungariket Nederländerna fram till upplösningen av Nederländska Antillerna, men hade redan 1986 bildat ett eget landslag.

## Historik
Nederländska Antillernas fotbollsförbund bildades 1921 och var medlem av Fifa och Concacaf. Fram till 1954 gick territoriet (för fotbollslandslaget till 1958) under namnet Curaçao.

### VM
- 1930 till 1954 - Deltog ej
- 1958 till 2006 - Kvalade inte in

I kvalet till VM i Tyskland 2006 åkte man ut i första omgången efter två förluster mot Honduras.

### CONCACAF mästerskap
- 1941 - 3:e plats
- 1943 - Deltog ej
- 1946 - Deltog ej
- 1948 - Deltog ej
- 1951 - Deltog ej
- 1953 - 3:e plats
- 1955 - 2:a plats
- 1957 - 2:a plats
- 1960 - 2:a plats
- 1961 - Första omgången
- 1963 - 3:e plats
- 1965 - 5:e plats
- 1967 - Kvalade inte in
- 1969 - 3:e plats
- 1971 - Deltog ej
- 1973 - 6:e plats (sist)
- 1977 - Kvalade inte in
- 1981 - Kvalade inte in
- 1985 - Kvalade inte in
- 1989 - Kvalade inte in
- 1991 - Kvalade inte in
- 1993 - Drog sig ur
- 1996 - Kvalade inte in
- 1998 - Kvalade inte in
- 2000 - Kvalade inte in
- 2002 - Deltog ej
- 2003 - Kvalade inte in
- 2005 - Drog sig ur
- 2007 - Kvalade inte in
- 2009 - Kvalade inte in

Nederländska Antillerna tangerade Costa Ricas poäng i turneringen 1960 men föll på målskillnad (1-1 inbördes).

### Karibiska mästerskapet
- 1989 - Första omgången
- 1990 - Kvalade inte in
- 1991 - Kvalade inte in
- 1992 - Kvalade inte in
- 1993 - Drog sig ur
- 1994 - Deltog ej
- 1995 - Kvalade inte in
- 1996 - Drog sig ur
- 1997 - Kvalade inte in
- 1998 - Kvalade inte in
- 1999 - Kvalade inte in
- 2001 - Deltog ej
- 2005 - Drog sig ur
- 2007 - Kvalade inte in
- 2008 - Deltog ej
- 2010 - Deltog ej

I kvalet till 2007 års turnering åkte man ut redan i första omgången, trots hemmaplan.

### Övriga turneringar
Nederländska Antillerna vann Centralamerikanska och karibiska spelen 1962 (Sedan 1990 en u-21-turnering).